# Прямобрюх синеющий
Прямобрюх синеющий, или  стрекоза малая голубая (лат. Orthetrum coerulescens) — разнокрылая стрекоза из семейства настоящих стрекоз (Libellulidae).

## Этимология латинского названия
Coerulescens (латинский язык) — синеющий, становящийся синим. Самец с возрастом приобретает синий налёт («синеет») на брюшке и частично на груди.

## Систематика
Близкородственный таксон Orthetrum anceps длительное время считался самостоятельным видом, но изучение его изменчивости и прямобрюха синеющего показало, что он является подвидом последнего, либо даже просто синонимом.

## Описание
Длина 36-45 мм, длина брюшка 23-28 мм, длина заднего крыла 28-33 мм

## Ареал
Южная и Центральная Европа, Средиземноморье, Средняя Азия, Ближний Восток, Северная Африка. Локально встречается в Северной Европе и на крайнем западе России. Вымер в Эстонии.
Ареал включает следующие страны: Афганистан, Албания, Алжир, Армения, Австрия, Азербайджан, Босния и Герцеговина, Болгария, Хорватия, Кипр, Чехия, Дания, Финляндия, Франция, Грузия, Греция; Венгрия, Иран, Ирак, Ирландия, Италия, Ливан, Лихтенштейн, Литва, Люксембург, Македония, бывшая Югославская Республика; Черногория, Марокко, Нидерланды, Норвегия, Польша, Португалия, Румыния, Российская Федерация, Сербия, Словакия, Словения, Испания, Швеция, Швейцария, Сирия, Тунис, Турция, Украина, Великобритания.

## Биология

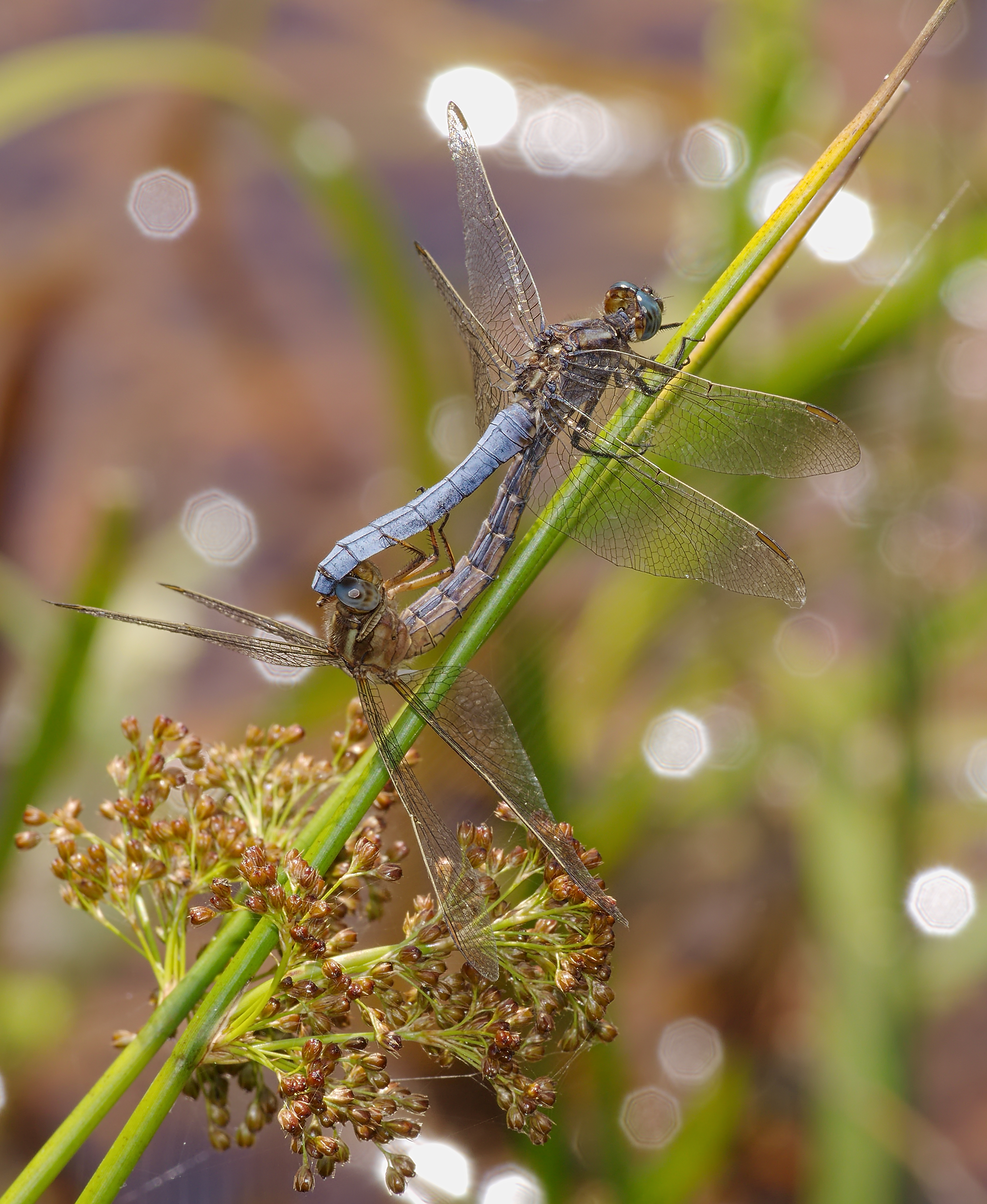
Спаривающаяся пара

Время лёта: июнь-конец августа. Личинки обитают в проточных водоёмах различного типа, протоках, ручейках и каналах. Вид встречается по большей части, в заболоченных районах.